# Туфа (военный магистр)
Туфа (лат. Tufa; погиб в 492 или 493) — военный магистр правителя Италии Одоакра в 489 году.

## Биография
Туфа известен из нескольких позднеантичных и раннесредневековых исторических источников: хроники Анонима Валезия, «Панегирика Теодориху» и «Жития Епифания» Эннодия, «Старших Венских фастов», «Копенгагенского продолжения „Хроники“ Проспера Аквитанского» и одного письма Кассиодора.
Происхождение Туфы в современных ему исторических источниках не упоминается. Ономастические данные указывают, что, возможно, его имя имело латинское, а не германское происхождение. Однако на основании сведений раннесредневековых авторов делается вывод, что сам Туфа, скорее всего, принадлежал к одному из восточногерманских народов: например, к ругам. Подтверждением родственных связей Туфы с ругами могут быть тесные отношения, которые Туфа имел с Одоакром, среди прочего называвшимся королём ругов (лат. «rex Torcilingorum Rogorumque»).
1 апреля 489 года Туфа был назначен Одоакром военным магистром. Возможно, его предшественником на этой должности был брат Одоакра Онульф, в 488 году возглавлявший поход в Ругиланд.
Во время начавшегося в августе того же года остготского вторжения на Апеннинский полуостров Туфа был одним из военачальников короля Италии. После победы остготов в сражении при Вероне в конце сентября Туфа со многими итальянскими воинами перешёл на сторону Теодориха Великого, заодно передав под его власть Милан. Возможно, в этом городе была его резиденция как военного магистра государства Одоакра, так как в римское время здесь находилась ставка командующего вооружёнными силами преторианской префектуры Италии. Установление власти над Миланом стало одним из самых значительных успехов Теодориха Великого в первые месяцы вторжения на Апеннинский полуостров.
Заручившись доверием остготского правителя, Туфа получил от Теодориха Великого подтверждение своей должности военного магистра и одну из двух частей остготского войска: второй командовал сам король. Уже в конце 489 года он был послан с отрядом лучших остготских воинов в столицу Одоакра Равенну, с требованием к жителям сдаться захватчикам. По прибытии к Фаэнце Туфа осадил город, но вскоре снова возвратился на службу к Одоакру. Находившиеся в его подчинении воины были убиты, а знатные остготы переданы Одоакру. За этот поступок Туфа удостоился от Эннодия эпитета «прирождённый предатель». Уничтожение стараниями Туфы значительной части остготского войска стало первым поражением Теодориха Великого в Италии. Предполагается, что Туфа мог быть намеренно послан Одоакром к королю остготов с разведывательной целью: узнать намерения Теодориха Великого и численность его войска.
Несмотря на возвращение к Одоакру, Туфа так и не получил обратно должность военного магистра, на которую после его сдачи Теодориху Великому был назначен Ливила.
Благодаря Туфе, лишившему короля остготов лучших воинов, Одоакр смог на время овладеть стратегической инициативой. В том же 489 году он возвратил контроль над Кремоной и Миланом, а затем осадил Теодориха Великого в Павии. К этому времени относятся свидетельства о переговорах между Туфой и епископом Епифанием Павийским, который за счёт средств своей епархии выкупил у военачальника Одоакра попавших к тому в плен жителей города.
В августе 490 года Одоакр потерпел от остготов поражение в сражении на Адде. Это вынудило короля Италии вместе со своими приближёнными и членами семьи (женой Сунигильдой и сыном Телой) укрыться в Равенне, где он был осаждён остготами. Туфа же с частью королевского войска остался в восточной части Верхней Италии контролировать важные пути в долине Адидже возле Тренто.
Осенью 491 года ранее находившийся на службе Теодориха Великого руг Фридерих перешёл со своими людьми к Туфе. Причиной этого стала обида Фридериха на короля остготов, обвинившего его в жестоком обращении с римлянами в Павии. Предполагается, что не последнюю роль в присоединении Фридериха к Туфе сыграла их принадлежность к одному народу — ругам: возможно, они даже были родственниками. Однако в 492 или 493 году Туфа и Фридерих поссорились из-за раздела военных трофеев и заручившись поддержкой своих сторонников где-то между Тренто и Вероной вступили в сражение друг с другом. В кровопролитной битве победили руги Фридериха. Скорее всего, Туфа пал в этом сражении. Предполагается, что он до самой смерти сохранял верность Одоакру и подобно двум другим военачальникам — Ливиле и Пиерию — погиб, отстаивая интересы короля Италии. О дальнейшей судьбе Фридериха в раннесредневековых источниках не сообщается: возможно, он тоже погиб, или сдался королю Теодориху и был тем казнён, или лишившись почти всех своих людей сумел бежать из вскоре ставшей остготской Италии. Оставшиеся после сражения в живых руги присоединились к Теодориху Великому и оставались верными подданными правителей остготов до самого завоевания Остготского королевства Византией в середине VI века, а один из ругов — Эрарих — в 541 году даже занимал престол этого королевства.
В одном из писем Кассиодора сообщалось, что Туфа передал часть своей собственности в Кампании некоему Иоанну. После смерти того по приказу Теодориха Великого это имущество было конфисковано у наследников Иоанна и передано в государственную казну.